# Kim Kuk-jin
Kim Kuk-jin (en coreano: 김국진; Pionyang, Corea del Norte; 5 de enero de 1989) es un futbolista norcoreano que juega como mediocampista.

## Selección nacional
Ha sido internacional con la Selección de fútbol de Corea del Norte en 14 partidos internacionales, marcando dos goles, frente a Mongolia en la primera ronda de la clasificación para la Copa Mundial de Fútbol de 2010.

### Participaciones en Copas del Mundo
| Mundial                     | Sede   | Resultado        | Partidos | Goles |
| --------------------------- | ------ | ---------------- | -------- | ----- |
| Copa Mundial Sub-17 de 2005 | Perú   | Octavos de final | 3        | 2     |
| Copa Mundial Sub-20 de 2007 | Canadá | Primera fase     | 3        | 0     |

## Clubes
| Club               | País            | Año         |
| ------------------ | --------------- | ----------- |
| Pyongyang          | Corea del Norte | 2005-2008   |
| FC Concordia Basel | Suiza           | 2008 - 2009 |
| FC Wil             | Suiza           | 2009-2011   |